# ثوران أورانوي
ثوران أورانوي هو ثوران بركان تابو في نيوزيلاندا، وهو أكبر ثوران بركاني في العالم خلال الـ 70,000 سنة الماضية، وحصل على 8 في مؤشر التفجر البركاني، الثوران حدث منذ حوالي 26,500 سنة مضت في البليستوسين المتأخر وأصدر ما يقدر بـ 430 كم³ (100 ميل مكعب) من الحمم البركانية، و 320 كم³ من تدفق الحمم البركانية (معظمها من الإجنيمبريت) و 420 كم³ (100 ميل مكعب) من مواد أولية من داخل الكالديرا، ما يعادل 530 كم³ (130 ميل مكعب) من الصهارة، بلغ مجموعها 1,170 كم³ (280 ميل مكعب) من إجمالي الرواسب.
بحيرة تابو تملأ جزئيًا الكالديرا التي تشكلت خلال هذا الثوران.